# SMART-1

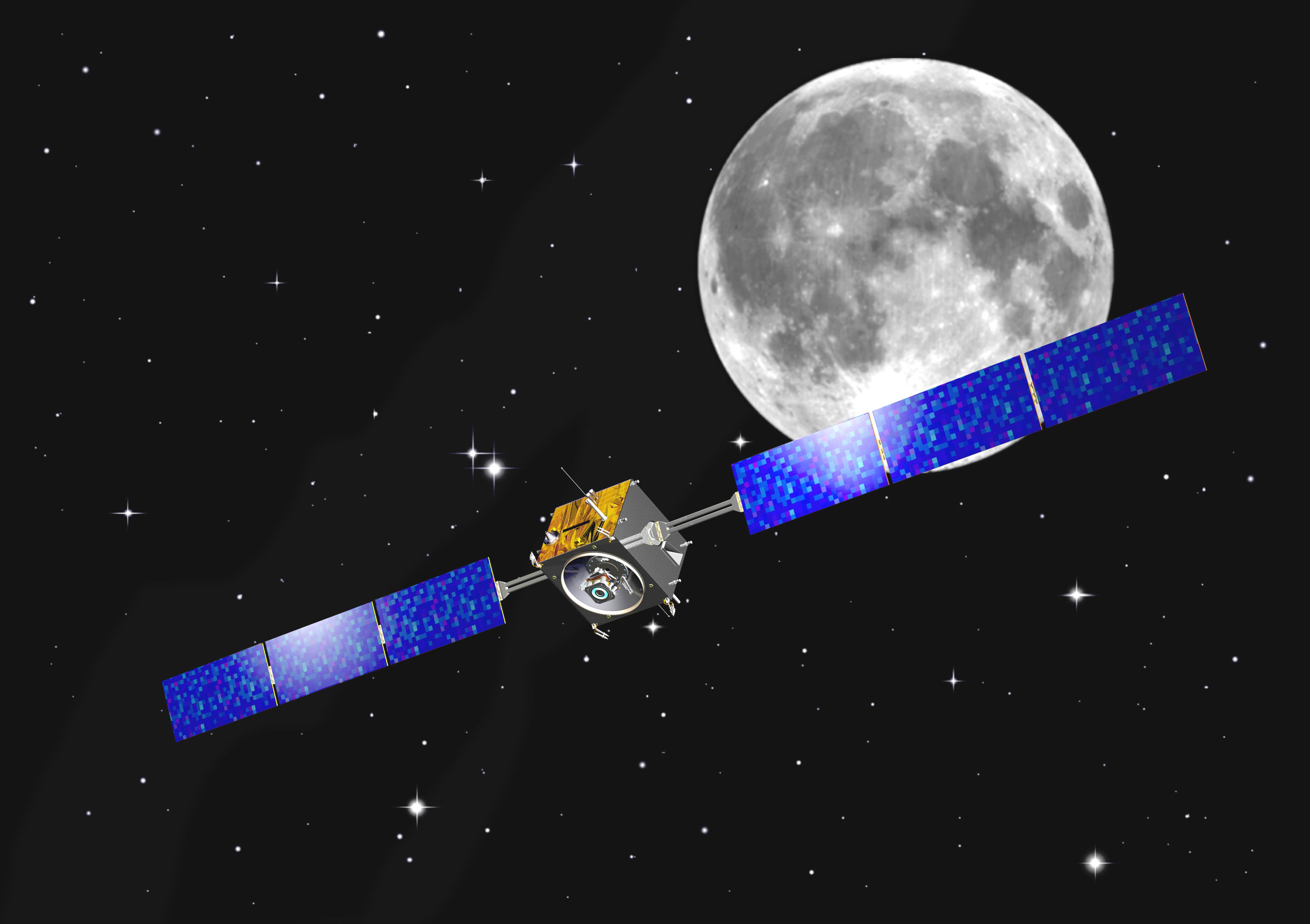
상상도

SMART-1(스마트-원)은 스웨덴이 설계한 유럽 우주국의 달 궤도 인공위성이다.
2003년 9월 27일 23시 14분(UTC) 프랑스령 기아나의 쿠루에 위치한 기아나 우주 센터에서 발사되었다. "SMART"는 Small Missions for Advanced Research in Technology의 약자이다. 2006년 9월 3일 05시 42분(UTC), 스마트 원은 달 표면에 충돌하는 마지막 임무를 다하고 파괴되었다.

## 설계
발사중량은 367 kg 또는 815 파운드이다. 엔진을 제외하고는 287 kg이다.
스마트 원은 이온엔진을 사용한다. 즉, 제논을 추진연료로 사용하고, 여기에 태양전지를 이용한 홀 효과 추력기를 사용하여 필요한 추진력을 얻는다. 제논은 발사시에 80 kg (부피로는 60 리터)을 탑재했다.
엔진은 전자장(electrostatic field)을 사용하여 제논을 이온화시키고 이온을 고속이 되게끔 가속한다.

## 비행
SMART-1은 2003년 9월 27일 프랑스령 기아나의 기아나 우주 센터에서 아리안 5 로켓에 실려 발사되었다. 하나의 로켓에 Insat 3E(Indian Space Research Organisation 3E)와 eBird 1과 함께 실려서 발사되었다.
발사 후 42분이 지나서 정지 궤도(GE) 7035 × 42 223 km 지점에 진입했다. 저에너지 전이 궤도를 비행했다.
| 중요기록 (UTC)               | 근지점 (km) | 원지점 (km) | 이심율   | 경사 (도) (지구 적도에 대한) | 주기 (h)   |
| ---------------------------- | ----------- | ----------- | -------- | ---------------------------- | ---------- |
| 2003년 9월 27일              | ~7 035      | ~42 223     | ~0,714   | ~6.9                         | ~10.6833   |
| 2003년 10월 26일 21:20:00.0  | 8 687.994   | 44 178.401  | 0.671323 | 6.914596                     | 11.880450  |
| 2003년 11월 6일, 04:29:48.4  | 10 843.910  | 46 582.165  | 0.622335 | 6.861354                     | 13.450152  |
| 2003년 12월 8일, 06:41:47.6  | 13 390.351  | 49 369.049  | 0.573280 | 6.825455                     | 15.366738  |
| 2003년 12월 29일, 05:21:47.8 | 17 235.509  | 54 102.642  | 0.516794 | 6.847919                     | 18.622855  |
| 2004년 2월 1일, 22:46:08.6   | 20 690.564  | 65 869.222  | 0.521936 | 6.906311                     | 24.890737  |
| 2004년 3월 1일, 00:40:52.7   | 20 683.545  | 66 915.919  | 0.527770 | 6.979793                     | 25.340528  |
| 2004년 8월 15일, 00:00:00    | 37 791.261  | 240 824.363 | 0.728721 | 6.939815                     | 143.738051 |
| 2004년 10월 1일, 21:30:45.9  | 69 959.278  | 292 632.424 | 0.614115 | 12.477919                    | 213.397970 |
| 2004년 10월 26일, 06:12:40.9 | 179 717.894 | 305 214.126 | 0.258791 | 20.591807                    | 330.053834 |

| 중요기록 (UTC)               | 근지점 (km) | 원지점 (km) | 이심율   | 경사각도 (도) (달 적도에 대해) | 주기 (시)  |
| ---------------------------- | ----------- | ----------- | -------- | ------------------------------ | ---------- |
| 2004년 11월 15일, 17:47:12.1 | 6 700.720   | 53 215.151  | 0.776329 | 81.085                         | 129.247777 |
| 2004년 12월 4일, 10:37:47.3  | 5 454.925   | 20 713.095  | 0.583085 | 83.035                         | 37.304959  |
| 2005년 1월 9일, 15:24:55.0   | 2 751.511   | 6 941.359   | 0.432261 | 87.892                         | 8.409861   |
| 2005년 2월 28일, 05:18:39.9  | 2 208.659   | 4 618.220   | 0.352952 | 90.063603                      | 4.970998   |
| 2005년 4월 25일, 08:19:05.4  | 2 283.738   | 4 523.111   | 0.328988 | 90.141407                      | 4.949137   |
| 2005년 5월 16일, 09:08:52.9  | 2 291.250   | 4 515.857   | 0.326807 | 89.734929                      | 4.949919   |
| 2005년 6월 20일, 10:21:37.1  | 2 256.090   | 4 549.196   | 0.336960 | 90.232619                      | 4.947432   |
| 2005년 7월 18일, 11:14:28.0  | 2 204.645   | 4 600.376   | 0.352054 | 90.263741                      | 4.947143   |

### 루나 임팩트

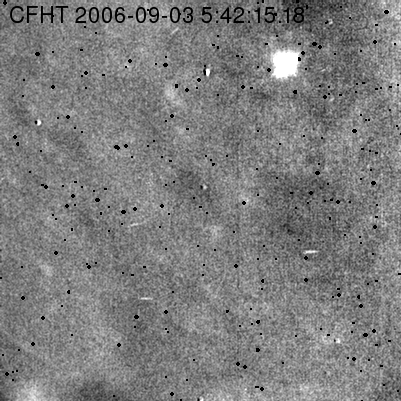
달 표면에 충돌하는 SMART-1

SMART-1은 2006년 9월 3일 05:42:22 UTC에 계획대로 달 표면에 충돌하고서 그 임무를 종료했다.
약 2000 m/s (4473 mph)의 속도로 이동한 SMART-1은 지구에서 지상 망원경으로도 관측가능한 충돌을 하였다.